# Holme Pierrepont
Holme Pierrepont – osada i civil parish w Anglii, w Nottinghamshire, w dystrykcie Rushcliffe. W 2011 civil parish liczyła 528 mieszkańców. Holme Pierrepont jest wspomniana w Domesday Book (1086) jako Holmo.